# Life Starts Now
Life Starts Now —en español: La Vida Empieza Ahora—es el tercer álbum de estudio de la banda canadiense Three Days Grace. El disco se puso a la venta el 22 de septiembre de 2009, aunque unos días antes fue filtrado en Internet.

## Recepción
Tras su lanzamiento "Life Starts Now" ha recibido generalmente comentarios mixtos de los críticos de la mayoría de los medios musicales. Según Allmusic crítico James Christopher Monger, que le dio al álbum tres de cinco estrellas, "Life Starts Now continúa el tema de One-X, demonios personales de Gontier, pero con un toque de luz del sol". Él complementa diciendo que "trata los temas de metal muy gastado de la ira, el aislamiento, la angustia y la redención de la clase de respeto que se merecen a regañadientes, el bombeo de una ráfaga competentes de los himnos golpe de puño y cansado del mundo, a mediados ritmos rockeros".

## Reconocimientos
El álbum ha sido nominado para Mejor Álbum de Rock en el 2010 los premios Juno. El álbum ha sido oficialmente certificado disco de platino en Canadá. También fue certificado disco de oro en los Estados Unidos el 1 de marzo de 2011.

## Lista de canciones
Toda la música compuesta por Three Days Grace. 
| Life Starts Now |                     |          |  |
| N.º             | Título              | Duración |  |
| 1.              | «Bitter Taste»      | 4:00     |  |
| 2.              | «Break»             | 3:13     |  |
| 3.              | «World So Cold»     | 4:03     |  |
| 4.              | «Lost In You»       | 3:53     |  |
| 5.              | «The Good Life»     | 2:53     |  |
| 6.              | «No More»           | 3:45     |  |
| 7.              | «Last to Know»      | 3:27     |  |
| 8.              | «Someone Who Cares» | 4:52     |  |
| 9.              | «Bully»             | 3:39     |  |
| 10.             | «Without You»       | 3:34     |  |
| 11.             | «Goin' Down»        | 3:06     |  |
| 12.             | «Life Starts Now»   | 3:08     |  |
| 43:33           |                     |          |  |

## Créditos
- Adam Gontier – Vocalista, guitarra rítmica
- Barry Stock – Guitarra líder
- Brad Walst – Coros, bajo
- Neil Sanderson – Coros, batería

## Posición en las listas
| Lista (2009)                          | Posicionamiento |
| ------------------------------------- | --------------- |
| U.S. Billboard 200                    | 3               |
| U.S. Billboard Top Rock Albums        | 2               |
| U.S. Billboard Top Alternative Albums | 2               |
| U.S. Billboard Top Hard Rock Albums   | 2               |
| Canadian Albums Chart                 | 2               |
| Australian Albums Chart               | 77              |

## Puestos de fin de año
| Listas (2010)    | Posición |
| ---------------- | -------- |
| US Billboard 200 | 153      |

## Certificaciones
| País           | Organismo certificador | Certificación | Ventas certificadas | Ref.  |
| -------------- | ---------------------- | ------------- | ------------------- | ----- |
| Canadá         | Music Canada           | 2× Platino    | 120 000             | [ 6 ] |
| Estados Unidos | RIAA                   | Platino       | 1 000               | [ 7 ] |